# Сборная Парагвая по мини-футболу
Национальная сборная Парагвая по мини-футболу представляет Парагвай на международных соревнованиях по мини-футболу. На чемпионатах мира дальше второго раунда не проходила. Тем не менее, парагвайцам удалось выиграть самый первый чемпионат Южной Америки в 1965 году. Лучший результат в Кубке Америки — выход в финал в 1998 и 1999 годах, где сборная Парагвая уступала бразильцам.

## Турнирные достижения

### Чемпионат мира по мини-футболу
- 1989 — 2-й раунд
- 1992 — 1-й раунд
- 1996 — не квалифицировалась
- 2000 — не квалифицировалась
- 2004 — 1-й раунд
- 2008 — 2-й раунд
- 2012 — 1/8 финала
- 2016 — 1/4 финала
- 2021 — 1/8 финала
- 2024 — 1/4 финала

### Кубок Америки
- 1992 — 3-е место
- 1995 — 4-е место
- 1996 — 4-е место
- 1997 — 3-е место
- 1998 — 2-е место
- 1999 — 2-е место
- 2000 — групповой этап
- 2003 — 3-е место
- 2008 — 4-е место
- 2011 — 3-е место
- 2015 — 2-е место
- 2017 — 3-е место

### Панамериканские игры
- 2007 — 3-е место  Карлос Бритес, Хосе Сантандер, Родольфо Роман, Андрес Леон, Кристиан Акунья, Оскар Хара, Орасио Осорио, Сесар Риверос, Хосе Ортис, Серхио Араухо, Альфредо Ортис, Карлос Эспинола